# Интернет-журналистика
Интернет-журналистика (онлайн-журналистика, сетевая журналистика, цифровое медиа) — новая разновидность журналистики, появившаяся в конце XX века с развитием и распространением Интернета. Контент доставляется до потребителя с помощью сайтов и приложений. Новости и анонсы предстоящих событий, как большая часть журналистских сообщений, может выпускаться онлайн в форме текстов, видео, аудио и любых других интерактивных форм. Например, игровых механик.

## Специфика распространения
Фактически онлайн-журналистика началась еще с появлением технологии телетекст, позволяющей передавать текстовые сообщения и простейшие изображения на телевизоры, оснащённые специальными декодерами.
Специфика Интернета позволила организовывать регулярное информационное вещание на широкую аудиторию без специального развёртывания особой технической инфраструктуры. Таким образом, почти любой желающий получил возможность создавать средства массовой информации.
Интернет-издания могут иметь официальный статус СМИ, но могут не иметь его. Работающий на интернет-издание журналист (интернет-журналист), как правило, не сталкивается со многими атрибутами традиционной журналистики — специализированной аппаратурой для телесъёмки и звукозаписи, полиграфией. Интернет-издания, имеющие также традиционные форматы СМИ, работают по принципу «цифровизация прежде всего», доставляя информацию первично в онлайн-каналы, пусть даже она не прошла необходимую редактуру и факт-чекинг, а затем готовят расширенную версию для оффлайн-каналов: прессы, радио, ТВ.
Важным является правовой аспект деятельности журналиста в Интернете, несёт ли, фактически или юридически, журналист ответственность за опубликованную информацию. Юридически однозначно несёт если издание зарегистрировано как СМИ, в других случаях этот вопрос спорный и породил такое явление как «фальшивые новости» (fake news).
Широкую популярность приобрела индивидуализация журналистики — это новое явление, получившее своё распространение в журналистике. Любой человек выступает как производитель и распространитель информации без контроля и каких-либо ограничений. Стала развиваться и завоёвывать популярность блогосфера; общественность, пресса и научные круги задались вопросом, могут ли блоги вытеснить «традиционные СМИ». По мере изучения этого вопроса аналитики пришли к выводу, что профессиональная журналистика и блогосфера (которую иногда называют «индивидуальной» или «гражданской» журналистикой) дополняют друг друга, так как преимущества одной восполняют недостатки другой, и наоборот.
Независимые репортёры часто играют важную роль там, куда нет доступа у официальных СМИ — обычно это разного рода «горячие точки», а также места различных происшествий, куда СМИ не могут оперативно попасть.
Возможно, блог можно расценить как очередную ступень в эволюции журналистики, одними из признаков которой являются децентрализация СМИ, стремление к интерактивности, переход от монолога к диалогу и так далее. В этом ключе понимания эволюции журналистики одной из следующих ступеней стала идея Web 2.0 и подкасты.
Стилистика «гражданской, или индивидуальной журналистики» часто напоминает гонзо-журналистику.

## Формы интернет-журналистики
Медиа в интернете может принимать разные формы и не всегда имеет традиционную для СМИ редакцию и традиционную (оффлайн) форму. Интернет-журналистика может принимать разные формы, самые распространенные из них:
- сайты и мобильные приложения;
- блоги (авторские и коллективные);
- каналы в мессенджерах (в частности телеграм-каналы)[5];
- подкасты[6];
- каналы, аккаунты и группы в социальных сетях;
- рассылки[7].

## В России
В 2010-х годах, по оценкам аналитиков, усилилась тенденция постепенного ухода телевизионной аудитории в Интернет, в первую очередь в Ютуб. Тем не менее, позиции традиционных телеканалов остаются прочными, но многие телеканалы стали использовать в вещании контент из Интернета, в первую очередь видеозаписи очевидцев примечательных событий. Известные тележурналисты Леонид Парфёнов и Алексей Пивоваров ушли с телевидения на Ютуб самостоятельно вещать на собственных каналах.
В конце 2010-х популярность в качестве источников новостей приобрели телеграм-каналы, отличительной чертой многих из которых аналитики называют анонимность и непроверяемость фактов. Приравнивать законодательно телеграм-каналы к СМИ в Госдуме не планируют, однако автор одного из таких каналов Александр Устинов и два его помощника в 2018 году получили тюремные сроки за данную деятельность.
В России одним из теоретиков русскоязычной интернет-журналистики является автор многих интернет-СМИ Александр Амзин, в 2011 году опубликовавший книгу «Новостная интернет-журналистика», а в 2020 году её продолжение «Интернет-журналистика». Он использует книги при преподавании интернет-журналистики в вузах, в том числе на журфаке МГУ, где этот же предмет преподавали и другие интернет-публицисты, в частности, Антон Носик.
По информации Минкомсвязи в 2020 году российская аудитория интернет-версий традиционных СМИ выросла более чем на 100 млн человек.